# Lorenzo Magalotti
Lorenzo Magalotti   (Roma, 24 d'octubre de 1637 - Florència, 2 de març de 1712) va ser un científic, literat i diplomàtic italià.

## Biografia
Magalotti va néixer a Roma en el si d'una família aristocràtica, fill d'Ottavio Magalotti, prefecte del Correu Pontifici: el seu oncle Lorenzo Magalotti era membre de la cúria romana. El seu cosí Filippo va ser rector de la Universitat de Pisa. El jesuïta Magalotti es va convertir en el secretari de l'Accademia del cimento i en un directori de ciències.
Magalotti va començar com un dels seguidors més ardents de Galileo Galilei, però es va veure cada cop més angoixat per les rivalitats personals entre els membres individuals, que van soscavar constantment la dedicació de l'acadèmia a la recerca col·lectiva. A poc a poc, Magalotti va perdre l'interès per la ciència. Es va convertir en viatger, ambaixador i va acabar sent poeta. Va traduir Paradise Lost de John Milton i Cyder de John Philips a l'italià.
Magalotti va rebre quatre anys d'educació al Collegio Romano i tres anys a la Universitat de Pisa. Va estudiar dret i medicina, però va passar a les matemàtiques amb Vincenzo Viviani. El 19 de juny de 1657 el Cimento va ser fundat per un grup de filòsofs i aficionats, alumnes de Galilei, que consideraven l'observació com la seva tasca. Van estudiar les obres de Plató, Demòcrit, Aristòtil, Heinsius, Robert Boyle i Pierre Gassendi. Els astrònoms del Cimento van aconseguir proporcionar la primera confirmació sostinguda dels descobriments de Christiaan Huygens: els anells de Saturn.
Descendia d'una il·lustre família florentina i va revelar gran aptitud per a l'estudi de les matemàtiques. Va estudiar a la Universitat de Pavia, i després va ser secretari de l'Accademia del Cimento. Va entrar al servei de Cosme III de Mèdici, gran duc de Toscana, que el va nomenar secretari seu, cosa que li va facilitar poder tractar els principals personatges de la cort d'aquell magnat. No per això va abandonar els estudis, dedicant-se al cultiu de la literatura i va aprendre diversos idiomes, entre ells l'àrab; ja coneixia l'espanyol, l'anglès i el francès, llengües que va perfeccionar en els viatges per Europa. Va ser nomenat conseller d'Estat de Cosme III, càrrec al qual va renunciar per fer vida religiosa al convent que la Congregació de l'Oratori de Sant Felip Neri tenia a Roma, però va sortir del claustre per manca de vocació. Va acabar els seus dies a la cort de Florència.
Com a literat va pertànyer a l'escola toscana, antagònica del marinisme, i que es va distingir per la senzillesa i la naturalitat de l'expressió. Com a home de ciència i filòsof, va participar de l'aversió a l'escolàstica, adoptant, però, davant de les noves idees, un cert eclecticisme.
Algunes de les seves obres són: 
- Saggio di naturali esperienze fatte nel Accademia del Cimento (Florència, 1671)
- Relazioni varie (Florència, 1693)
- Lettere familiari (Venècia, 1701)
- Lettere scientifiche ed erudite (Florència, 1723)
- Tractatus de motu gravium

De totes les seves obres la més notable és la titulada Lettere familiari; en ella s'hi troben les tres famoses Cartes contra els ateus.